# Levasseur PL.6
Levasseur PL.6 là một mẫu máy bay tiêm kích của Pháp năm 1926.

## Tính năng kỹ chiến thuật
Đặc điểm tổng quát
- Kíp lái: 2
- Chiều dài: 8.75 m (28 ft 8 in)
- Sải cánh: 12.20 m (40 ft 0 in)
- Chiều cao: 3.10 m (10 ft 2 in)
- Diện tích cánh: 40.0 m2 (430 ft2)
- Trọng lượng rỗng: 1.350 kg (2.980 lb)
- Trọng lượng có tải: 2.175 kg (4.795 lb)
- Powerplant: 1 × Hispano-Suiza 12Hb, 370 kW (500 hp)

Hiệu suất bay
- Vận tốc cực đại: 215 km/h (134 mph)
- Tầm bay: 700 km (435 dặm)

Vũ khí trang bị
- 2 × Súng máy Vickers.303
- 2 × Súng máy Lewis.303